# Drummondia sinensis
Drummondia sinensis är en bladmossart som beskrevs av C. Müller 1896. Drummondia sinensis ingår i släktet Drummondia och familjen Orthotrichaceae. Inga underarter finns listade i Catalogue of Life.